# Jack Popplewell
Jack Popplewell, né à Leeds  le 22 mars 1911 et mort à Bath le 16 novembre 1996, est un écrivain et dramaturge anglais.

## Biographie
Jack Popplewell naît et grandit à Leeds, West Riding of Yorkshire. Il a publié sa première chanson en 1940 et sa première pièce, Blind Alley a été mis en scène à Londres en 1953. Blind Alley a reçu les critiques positives, et a ensuite été adapté au cinéma dans Tread Softly Stranger, sorti en 1958, avec Diana Dors et George Baker. Popplewell était propriétaire de Manor Farm, Churwell, Leeds, où il cultivait la rhubarbe, puis, il déménagea avec sa femme, Betty, et ses deux filles (Juliet et Vanessa) à Vaynol Gate, Morley, West Yorkshire. Il est mort à Bath.
Popplewell a publié plus de 40 chansons, enregistrées, entre autres, par Vera Lynn, Gracie Fields, Bing Crosby, Gerald Walcan Bright (1904-1974), Anne Shelton avec Bert Ambrose et son orchestre, et Beniamino Gigli. Il a collaboré fréquemment avec Michael Carr, également originaire de Leeds. Sa première chanson publiée, If I Should Fall in Love Again, a remporté le concours de chansons de News Chronicle en 1940. Les autres titres incluent My Girl's an Irish Girl enregistré par Bing Crosby et Tonight Belovedenregistré par Gigli.